# سهيل الخوري
سهيل فارس الخوري (1912-1992)، سياسي سوري ووزير في عهد الإنفصال، وهو الابن الوحيد لرئيس وزراء سورية فارس الخوري ووالد الأديبة كوليت خوري.

## البداية
ولد سهيل الخوري بدمشق ودرس في المدرسة العازارية ثم التحق بجامعة دمشق حيث نال شهادة بالحقوق. سافر إلى فرنسا وحصل على شهادة في الاقتصاد السياسي وعلوم المالية، ثم عاد إلى سورية ليعمل قاضياً في المحكمة العقارية ومشاوراً حقوقياً لمحافظة دمشق. تنوعت مشاغل سهيل الخوري، فكان عضواً في مجلس إذاعة دمشق وسكتريراً لغرفة صناعة دمشق ورئيساً للجنة الرياضية ولجنة الألعاب الأولومبية واتحاد كرة القدم.

## الحياة السياسية
انتسب سهيل الخوري إلى الحزب الوطني سنة 1946 وفي عام 1954 انتخب نائباً عن دمشق حيث أيد عودة الرئيس شكري القوتلي إلى الحكم وهو صديق قديم لأبيه من أيام النضال المشترك ضد العثمانيين والفرنسيين. كما أيد إنقلاب الإنفصال الذي أطاح بجمهورية الوحدة مع مصر وأعيد إنتخابه نائباً عن دمشق سنة 1961. سُمّي وزيراً للشؤون البلدية والقروية في حكومة معروف الدواليبي من 22 كانون الأول 1961 وحتى 27 أذار 1962. وعند وصول حزب البعث إلى السلطة سنة 1963، شمله العزل المدني بتهمة تأيد ما وصف يومها بجريمة الإنفصال. ابتعد الخوري عن عالم السياسية وإنصرف إلى أعمال الطائفة الإنجيلية في دمشق فاصبح نائباً لرئيس المجمع الأعلى ونائباً لرئيس محكمة الطائفة.